# كينغ دايموند
كينغ دايموند (بالدنماركية: King Diamond)‏ هو موسيقي ومغني دنماركي، ولد في 14 يونيو 1956 في كوبنهاغن في الدنمارك.

## وصلات خارجية
- كينغ دايموند على موقع IMDb (الإنجليزية)
- كينغ دايموند على موقع ميوزك برينز (الإنجليزية)
- كينغ دايموند على موقع ميوزك برينز (الإنجليزية)
- كينغ دايموند على موقع إن إن دي بي (الإنجليزية)
- كينغ دايموند على موقع ديسكوغز (الإنجليزية)
- كينغ دايموند على موقع قاعدة بيانات الفيلم (الإنجليزية)